# فلسفه افلاطونی
فلسفه افلاطونی یا پلاتونیسم در صورتی که به عنوان اسم خاص به کار برده شود، به اندیشه‌های فلسفی افلاطون و سایر سیستم‌های فلسفی‌ای که به آن نزدیک هستند یا از آن مشتق شده‌اند گفته می‌شود.
در یک کاربرد محدودتر، فلسفه افلاطونی به عنوان یک اسم عام در مقابل نام‌گرایی به کار می‌رود و «وجود» اموری انتزاعی را تأیید می‌کند که گفته می‌شود در یک «حوزه سوم» در مقابل دو حوزه دیگر اظهار وجود می‌کند: دنیای محسوس بیرونی و دنیای هوشیاری درونی. لازم است ذکر شود که «فلسفه افلاطونی» در صورتی که در مقابل نام گرایی به کار برده شود، نیازی به پذیرش هیچ‌یک از دکترین افلاطون را ندارد.
در یک مفهوم محدودتر، این اصطلاح، به دکترین واقع‌گرایی افلاطونی اشاره دارد. مفهوم مرکزی فلسفه افلاطونی، در نظر گرفتن تفکیک بین دو نوع از واقعیت است: واقعیتی که محسوس است، ولی پیچیده و نامفهوم است و واقعیتی که غیرقابل مشاهده و نامحسوس است، ولی معقول، روشن و قابل فهم است. در نظر گرفتن این مفهوم، برای نظریه اشکال، اساسی و ضروری است.
اشکال، معمولاً در مکالمات افلاطون (مجموعه آثار افلاطون) مانند فایدون، ضیافت و جمهور، به عنوان الگوهای اصلی بی عیب و نقص و ماورایی توصیف می‌شوند که نمونه‌های دنیای روزمره، نسخه‌های ناقص آن‌ها هستند.